# 波茨敦

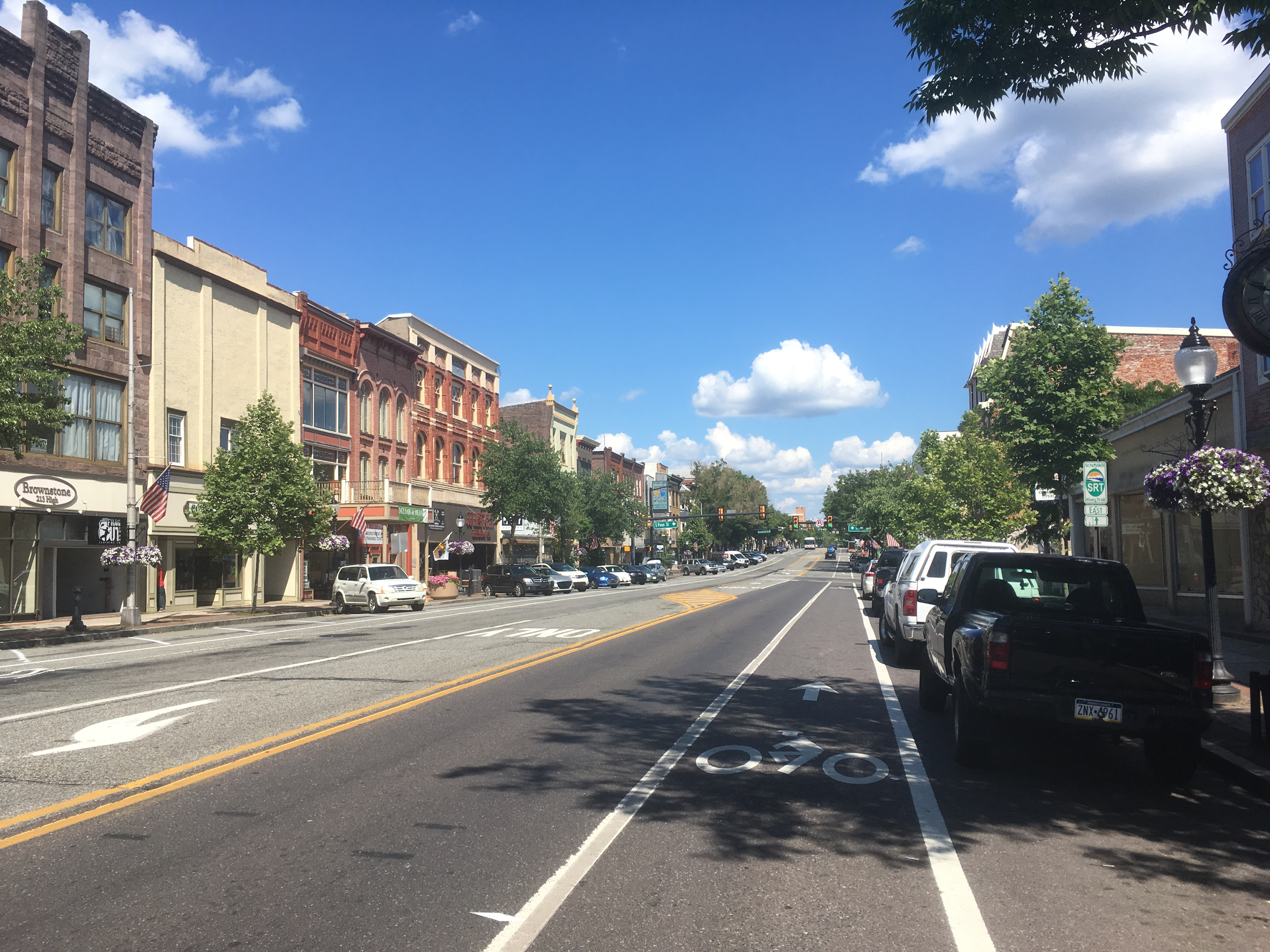
波茨敦

波茨敦（Pottstown）位於美國賓夕法尼亞州蒙哥馬利縣，斯庫爾基爾河的左岸。2020年，波茨敦人口23,443人。